# Nikolaj Filosofovič Ornatskij
Svatý Nikolaj Filosofovič Ornatskij (4. květnajul./ 16. května 1886greg., Petrohrad – srpen 1918, Petrohrad) byl ruský lékař, laik ruské pravoslavné církve a mučedník.

## Život
Narodil se 4. května 1886 v Petrohradu v rodině kněze Filosofa Ornatského.
Studoval na 10. Petrohradském gymnáziu a poté odešel na studia na Carskou vojensko-lékařskou akademii. Během studií byl členem Společnosti pro šíření náboženské a mravní výchovy, vedené jeho otcem a aktivně se účastnil na vytvoření chrámového sboru v chrámu svatého Serafima Sarovského na stanici Grafskaja.
Roku 1910 promoval na akademii a roku 1911 byl přidělen jako mladší lékař u 197. pěšího lesního pluku. Stejného roku byl přidělen pro vědecké a praktické zlepšení do Sveaborgského lazaretu. V letech 1911-1914 sloužil jako lékař u 199. kronštadtského pěšího pluku.
Roku 1913 se oženil s dívkou Serafimou, dcerou protojereje Ioanna Uspenského, kněze leibgvardského finského pluku. Spolu měli dvě dcery; Irinu (nar. 1917) a Jelenu.
Roku 1914 se zúčastnil bojů jako součást 6. automobilové roty 9. armády a byl vyznamenán třemi řády. Po skončení první světové války se vrátil domů, nastoupil na soukromou lékařskou praxi a zpíval v chrámovém sboru.
Byl zatčen 19. července 1918 spolu se svým otcem a bratry Borisem a Vladimirem. Mezi 15.-30. srpnem byli všichni zastřeleni. Těla popravených byla pravděpodobně vhozena do Finského zálivu.
Důvodem zatčení bylo; dne 19. ledna 1918 byl v Alexandro-Něvské lávře smrtelně zraněn jeho strýc, manžel sestry jeho matky Petr Ivanovič Skipetrov. Jeho otec protojerej Filosof pronesl na pohřbu zabitého kněze kázání a neohroženě odsoudil bolševiky. Opakovaně mluvil o tom, aby se Rusové sjednotili kolem chramů a aby chránili svatyně jejich země. Po vraždě otce Petra Skipetrova zorganizoval obranu výše zmíněné lávry a uspořádal do ní průvody ze všech chrámů Petrohradu.

## Kanonizace
Dne 20. srpna 2000 ho Ruská pravoslavná církev svatořečila jako mučedníka a byl zařazen mezi Sbor všech novomučedníků a vyznavačů ruských.
Jeho svátek je připomínán 13. června (31. května – juliánský kalendář).